# Liste der Bodendenkmäler in Rudelzhausen
Auf dieser Seite sind die Bodendenkmäler in der oberbayerischen Gemeinde Rudelzhausen zusammengestellt. Diese Tabelle ist eine Teilliste der Liste der Bodendenkmäler in Bayern. Grundlage ist die Bayerische Denkmalliste, die auf Basis des Bayerischen Denkmalschutzgesetzes vom 1. Oktober 1973 erstmals erstellt wurde und seither durch das Bayerische Landesamt für Denkmalpflege geführt wird. Die folgenden Angaben ersetzen nicht die rechtsverbindliche Auskunft der Denkmalschutzbehörde.

## Bodendenkmäler der Gemeinde Rudelzhausen

### Bodendenkmäler in der Gemarkung Berg
| Lage            | Objekt | Akten-Nr.     | Bild |
| --------------- | --- | ------------- | ---- |
| Berg (Standort) | Untertägige frühneuzeitliche Befunde im Bereich der Katholischen Kapelle St. Maria Magdalena in Oberhinzing und ihres Vorgängerbaus. | D-1-7436-0157 |      |

### Bodendenkmäler in der Gemarkung Enzelhausen
| Lage                   | Objekt | Akten-Nr.     | Bild |
| ---------------------- | --- | ------------- | ---- |
| Enzelhausen (Standort) | Verebneter Burgstall des späten Mittelalters und der frühen Neuzeit (Sitz Kirchdorf).                                                                 | D-1-7436-0007 |      |
| Enzelhausen (Standort) | Untertägige mittelalterliche und frühneuzeitliche Befunde im Bereich der Katholischen Filialkirche St. Stephan in Enzelhausen (sog. Schimmelkapelle). | D-1-7436-0146 |      |
| Enzelhausen (Standort) | Untertägige spätmittelalterliche und frühneuzeitliche Befunde im Bereich der Katholischen Pfarrkirche St. Mariä Himmelfahrt in Kirchdorf.             | D-1-7436-0153 |      |
| Enzelhausen (Standort) | Brandgräber der Urnenfelderzeit. | D-1-7436-0173 |      |

### Bodendenkmäler in der Gemarkung Grafendorf
| Lage                  | Objekt | Akten-Nr.     | Bild |
| --------------------- | --- | ------------- | ---- |
| Grafendorf (Standort) | Grabhügel vorgeschichtlicher Zeitstellung. | D-1-7436-0004 |      |
| Grafendorf (Standort) | Grabhügel vorgeschichtlicher Zeitstellung. | D-1-7436-0012 |      |
| Grafendorf (Standort) | Untertägige mittelalterliche und frühneuzeitliche Befunde im Bereich der Katholischen Pfarrkirche St. Jakobus d. Ä. in Hebrontshausen und ihres Vorgängerbaus. | D-1-7436-0139 |      |
| Grafendorf (Standort) | Untertägige frühneuzeitliche Befunde im Bereich der Katholischen Filialkirche St. Peter in Grafendorf und ihres Vorgängerbaus.                                 | D-1-7436-0149 |      |

### Bodendenkmäler in der Gemarkung Grünberg
| Lage                             | Objekt | Akten-Nr.     | Bild |
| -------------------------------- | --- | ------------- | ---- |
| Grünberg (Standort)              | Siedlung vor- und frühgeschichtlicher Zeitstellung.                                                                                           | D-1-7336-0001 |      |
| Grünberg (Standort)              | Untertägige mittelalterliche und frühneuzeitliche Befunde im Bereich der Katholischen Filialkirche St. Philippus und Jakobus in Notzenhausen. | D-1-7336-0024 |      |
| Grünberg Rudelzhausen (Standort) | Grabhügel vorgeschichtlicher Zeitstellung. | D-1-7336-0029 |      |
| Grünberg (Standort)              | Burgstall des hohen und späten Mittelalters (Grünberg).                                                                                       | D-1-7436-0003 |      |
| Grünberg (Standort)              | Verebnete Grabhügel sowie Siedlung vor- und frühgeschichtlicher Zeitstellung.                                                                 | D-1-7436-0006 |      |

### Bodendenkmäler in der Gemarkung Tegernbach
| Lage                  | Objekt | Akten-Nr.     | Bild |
| --------------------- | --- | ------------- | ---- |
| Tegernbach (Standort) | Abgegangenes Hofmarkschloss des späten Mittelalters und der frühen Neuzeit (Schloss Tegernbach).                                                           | D-1-7436-0001 |      |
| Tegernbach (Standort) | Burgstall des hohen oder späten des Mittelalters (Schlossberg).                                                                                            | D-1-7436-0002 |      |
| Tegernbach (Standort) | Untertägige mittelalterliche und frühneuzeitliche Befunde im Bereich der Katholischen Pfarrkirche Mariä Himmelfahrt in Tegernbach und ihres Vorgängerbaus. | D-1-7436-0161 |      |
| Tegernbach (Standort) | Untertägige mittelalterliche und frühneuzeitliche Befunde im Bereich der Katholischen Filialkirche St. Petrus in Tegernbach.                               | D-1-7436-0175 |      |
| Tegernbach (Standort) | Untertägige frühneuzeitliche Befunde im Bereich der Katholischen Wallfahrtskapelle Mariä Geburt bei Tegernbach (sog. Brünnlkapelle).                       | D-1-7436-0177 |      |